# Герман, Лудимар
Лудимар Герман (нем. Ludimar Hermann; 21 октября 1838, Берлин — 5 июня 1914, Кёнигсберг) — немецкий физиолог и фонетик, ученик Дюбуа-Реймона, теорию которого затем опроверг.

## Биография
Изучал в 1855—1859 годах медицину в Берлинском университете, в 1865 году стал там же приват-доцентом по физиологии, в 1868 году — профессором физиологии в Цюрихе, в 1884 году — в Кенигсберге.
Работы Германа относятся к общей нервной и мышечной физиологии и животному электричеству. Научные исследования Германа были посвящены изучению физиологии звукообразования с помощью фоторегистрации звуковых колебаний, биоэлектрических токов в железах во время их деятельности, определению экспериментальным путём скорости распространения волны сокращения в человеческих мышцах. Герман открыл токи покоя в мышцах и нервах, доказав, что отмершие их участки становятся электроотрицательными по отношению к живым; также стал автором теории о биоэлектрическом механизме нервной проводимости: распространение возбуждения по длине нерва является результатом самовозбуждения нерва собственным электрическим током, поскольку ток действия, который возникает в области возбуждения нерва, начинает раздражать соседние участки нервного ствола. Кроме того, Герман был первым, кто объяснил процесс пищеварения разложением белка путём кислотного гидролиза.
Основные работы: «Grundriss der Physiologie» (8 изданий, Берлин, 1885; на русском языке — «Основы физиологии человека». СПб., 1875), «Lehrbuch d. experimentellen Toxikologie» (там же, 1874), «Untersuchungen z. allgemeinen Muskel- und Nervenphysiologie» (там же, 1867—1868); особенно известно обширное 6-томное руководство, изданное Германом, который был его соавтором и главным редактором, при участии многих выдающихся физиологов: «Handbuch der Physiologie» (Лейпциг, 1879—1883), переведённое и на русский язык под названием «Руководство к физиологии» (1885—1889 годы).